# Campanya Internacional per a la Prohibició de les Mines Antipersones
La Campanya Internacional per a la Prohibició de les Mines Antipersones —en anglès, International Campaign to Ban Landmines (ICBL)— és una coalició d'organitzacions no governamentals que té l'objectiu de suprimir la producció i l'ús de les mines antipersones.

## Orígens
La coalició fou formada el 1992 quan sis organitzacions nord-americanes amb interessos similars —Human Rights Watch, Médico international, Handicap International, Physicians for Human Rights, Vietnam Veterans of America Foundation i Mines Advisory Group —van acordar una cooperació mútua. Des d'aquell moment, la campanya va anar creixent; i agrupa avui dia unes 1.400 organitzacions —que inclouen grups de treball en favor de les dones, nens i veterans de guerra, grups religiosos, en favor del medi ambient i els Drets Humans— amb presència en 90 països, que treballen localment, nacionalment i internacionalment per la supressió de les mines antipersones.
Des del primer moment, Jody Williams va esdevenir cap visible i portaveu de la Campanya contra l'ús de les mines antipersona, i va tenir la princesa Diana de Gal·les com un dels personatges que més rellevància mundial van donar a la Campanya.

## Tractat d'Ottawa

En blau els estats signants del Tractat d'Ottawa

El 1997 l'Organització aconseguí el seu primer objectiu: la signatura del Tractat d'Ottawa, que prohibia l'ús de les mines terrestres. Tot i l'èxit del tractat, signat per 154 països, algunes nacions tan importants com els Estats Units, la República Popular de la Xina o Rússia, avui dia encara no l'han firmat.
El mateix any la ICBL, juntament amb la mateixa Jody William, va ser recompensada amb el Premi Nobel de la Pau, pel seu treball conjunt per la prohibició i neteja de les mines antipersones.